# Marigot de Faoye
Der Marigot de Faoye ist ein rechter Nebenfluss des westafrikanischen Saloum-Flusses in Senegal.

## Geographische Lage
Das Quellgebiet des Marigot de Faoye liegt in der senegalesischen Region Louga auf etwa 37 m Höhe. Sein Oberlauf hat den Charakter eines Trockentals, das nur in der Regenzeit Wasser führt, und zwar abschnittsweise mit erkennbar unterschiedlicher Ergiebigkeit. Der mündungsfernste Talschluss mit dem längsten Talweg, der sich aus der Satellitenpersektive erkennen lässt, liegt im Gemeindegebiet von Sagatta Gueth, etwa fünf Kilometer südlich des Hauptortes. Das Quellgebiet ist Luftlinie 137 Kilometer nordnordöstlich der Mündung in den Saloum-Hauptarm zu finden. Aus dem Quellgebiet zieht sich die nur an der vergleichsweise stärkeren Vegetation von der Umgebung zu unterscheidende Talsenke südwestlich nach Baba Garage. Ab hier zeichnet sich das Tal schärfer ab in einem großen Linksbogen, der von Westen auf Südrichtung dreht und westlich an Khombole vorbeiführt. Weiter geht es in südsüdöstlicher Richtung durch das Gemeindegebiet von Fissel. Östlich an Tattaguine vorbei bildet er im Gebiet der Gemeinden Loul Sessène, Djilasse und Fimela seinen Unterlauf aus, in dem sich die vom Saloum-Delta landeinwärts drängende Gezeitenströmung bemerkbar macht, die das Gewässerbett auf 200 bis 300 Meter Breite auswäscht mit Seitenarmen, die ihn nach Westen mit dem Marigot de Guilor verbinden. Die flachen Uferzonen sind zusätzlich mit einem streckenweise vier Kilometer breiten Mangrovengürtel amphibisch gestaltet. 
Seinen Namen leitet das Gewässer von dem Dorf Faoye in der Gemeinde Djilasse ab, in dem der Landweg nach Süden in das Mangrovengebiet des Saloum-Deltas endet. Der Zusatz Marigot meint eigentlich ein kleines stehendes Gewässer temporärer Art, das besonders im Küstengebiet des frankophonen Afrika als Synonym für Bolong benutzt wird.
Durch die Nähe des UNESCO-Welterbes Saloum-Delta mit seinen Natur- und Kulturschätzen ist die Schiffbarkeit mit Booten im Unterlauf ab dem Dorf Faoye für den Ökotourismus wirtschaftlich von Bedeutung, der von den zahlreichen in der Region tätigen NGOs und internationalen Organisationen gefördert wird.